# Georgine Darcy
Georgine Darcy (née Georgine F. Werger à Brooklyn le 14 janvier 1933 et morte à Malibu le 18 juillet 2004) était une danseuse et actrice américaine connue pour son rôle de Miss Torso dans Fenêtre sur cour (1954) d'Alfred Hitchcock.

## Biographie
Née à Brooklyn, New York, sa mère l'encouragea à devenir strip-teaseuse pour se faire de l'argent rapidement. Mais Georgine Darcy choisit de devenir danseuse classique. Encouragée par Todd Bolender, elle rencontra George Balanchine qui l'engagea dans la troupe du New York City Ballet pendant deux ans. Elle fit ensuite un peu de mannequinat avant de partir pour la Californie à 16 ans.
Elle travaille à Broadway sur Les hommes préfèrent les blondes et participe au Ed Sullivan Show. Elle ne savait pas qui était Hitchcock quand ils se sont rencontrés et ne se considérait pas comme une actrice. Il lui suggéra de se trouver un agent mais elle ne suivit pas ce conseil et par conséquent ne fut payée que 350 $ pour sa prestation dans le film.
Le dernier jour du tournage, Hitchcock et une partie de la distribution lui remirent un gâteau qui avait la forme de son corps pour son anniversaire. Tout le monde pensait qu'elle fêtait ses 18 ans alors qu'elle avait menti sur son age, ce qu'elle fit tout au long de sa vie.
En août 1955, elle épouse l'acteur Jack Donohue à Acapulco (Mexique), dont elle divorce peu de temps après, puis épouse Edward I. Gelb en 1968, dont elle divorce l'année suivante. Son dernier mariage, avec l'acteur Byron Palmer, a lieu en juin 1974.

## Filmographie

### Cinéma
- 1954 : Love Me Madly de Klaytan W. Kirby :
- 1954 : Fenêtre sur cour (Rear Window) d'Alfred Hitchcock : Miss Torso
- 1962 : Don't Knock the Twist d'Oscar Rudolph : Madge Albright
- 1970 : Elle ne pense qu'à ça (Women and Bloody Terror) de Joy N. Houck Jr. : Lauren Worthington
- 1970 : The Delta Factor de Tay Garnett : la fille de la fête

### Séries télévisées
- 1955 : The Red Skelton Show : une journaliste
- 1958 : Make Room for Daddy : Dawn DuBois
- 1958 : Target
- 1959 : Special Agent 7 : Patty
- 1959 : Peter Gunn : Dottie
- 1959 : M Squad : Julie
- 1959 : Mike Hammer (Mickey Spillane's Mike Hammer) : Laura Howell
- 1959 : Pete Kelly's Blues : Terry
- 1960-1961 : Harrigan and Son : Gypsy (4 épisodes)
- 1971 : Mannix : Billie